# 태고의 달인 쿵딱! 두 가지 RPG 대모험
《태고의 달인 쿵딱! 두 가지 RPG 대모험》(일본어 원제: 太鼓の達人 ドコどんRPGパック!, 태고의 달인 쿵딱 RPG 팩!)은 2020년 11월 26일에 반다이남코 엔터테인먼트에서 출시된 닌텐도 스위치 게임 소프트웨어이다.

## 개요
닌텐도 3DS의 소프트웨어인 “태고의 달인 쿵딱쿵딱 시공 대모험” (2014년), “태고의 달인 쿵딱쿵! 신비한 대모험”(2016년)을 닌텐도 스위치의 소프트웨어로 수록한 소프트웨어이다. 일본 국외에서는 당시 3DS로는 발매되지 않았기에 신규로 변역됐으며 수록 소프트웨어의 명칭도 ‘Rhythmic Adventure1’, ‘Rhythmic Adventure2’가 된다.
새로 수록된 곡은 “쿵딱쿵딱 시공 대모험”에서는 ‘Marigold’ ‘샤를’(シャルル) ‘로키’(ロキ), “꿍딱쿵! 신비한 대모험”에서는 ‘Pretender’ Gurenge’(紅蓮華) ‘생명에게 미움받고 있어.’(命に嫌われている。)의 여섯 곡을 각 세 곡씩 수록했다.

## 게임 내용
주요 내용은 공식 사이트를 참조하지만 미발표 정보를 중심으로 소개한다.

### 두 작품 공통
- 로컬 통신 플레이, 엇갈림 통신, 어느새 통신, 스팟 액세스, QR 코드는 스위치 기능의 사정상 사라졌다.
  - 일부 DLC는 사전수록되어 있다.
  - QR 코드로밖에 입수할 수 없었던 태고의 달인 시리즈 출신의 한정 캐릭터는 처음부터 수록된다.
- 두 화면을 하나의 화면으로 통합하는 것에 따른 UI의 리뉴얼이 됐다.
  - “쿵딱쿵딱 시공 대모험”에서는 편성하는 멤버의 표시 수가 3DS의 12개에서 15개로 증가한다. “꿍딱쿵! 신비한 대모험”에서는 멤버의 표시 수가 3DS의 16개에서 15개로 감소한다.
  - 한 장의 그림 장면에 위아래 부분을 약간 클리핑됐다.
  - 3DS의 아래 화면의 버튼 등의 정보가 필드 화면에 표시되게 됐다.
  - ‘갈아입자쿵!’의 화면 구성이, 3DS의 상단 화면의 정보는 좌측에, 하단 화면의 정보는 우측에 하나의 화면에 표시되게 됐다.
- 개선된 것
  - 대화 장면의 텍스트 아래에 결정 버튼이 추가됐다.
  - 경험지나 레벨 업등의 일부 폰트가 저해상도의 디지털식에서 일본풍으로 변경됐다.
  - 3D 필드의 고해상도화가 됐다.
  - 3D 필드의 다각형 수가 증가했다.
  - 로딩 시간을 단축했다.
  - UI의 이동 · 전환의 속도가 빨라졌다.
- 그 외
  - ‘태고와 북채 for Nintendo Switch’에 대응한다.
  - 이름 입력시에 3DS 버전에서는 독자적인 디자인이였지만 본작은 스위치 본체 내로 변경됐다.
  - 일부 연출의 변경이 됐다.

### 쿵딱쿵딱 시공 대모험
- 사라진 것
  - 후낫시가 제거됐다.
  - ‘천본앵’ 등의 세 곡을 제거했다.
  - 신규 시공 이동시의 시간의 문을 제거했다.
- 개선된 것
  - 돌격 게이지의 공격으로 적의 체력이 없어지게 된 순간에 즉석에서 승리하게 된다.
  - “쿵딱쿵! 신비한 대모험”에서의 개선점인 즐겨찾기 기능과 적의 체력이 적을 때의 적이 천천히 빨갛게 빛나는 설정, 자동 저장을 역수입했다.
  - 맵 화면 아래에 타쿤으로부터의 스토리를 안내하는 문장의 추가가 됐다.
  - 싸움에 나가는 멤버의 메뉴 화면에 기술을 소개하는 버튼이 추가됐다.
  - 저장 시간이 빨라졌다.